# Sulidae
Famille
Les Sulidae (ou sulidés) sont une famille d'oiseaux constituée de 3 genres et 10 espèces de fous.

## Description
Les fous sont des oiseaux de mer de taille moyenne (de 64 à 100 cm), à bec conique et longues ailes, étroites et pointues.

## Habitats, répartition et alimentation
Cosmopolites à l'exception de l'Antarctique, on les trouve sur les océans tropicaux, subtropicaux et tempérés, principalement en haute mer.
Le Fou se nourrit exclusivement de poissons qu’il pêche en réalisant des vols vertigineux, en plongeant en mer à des hauteurs très élevées qui peuvent atteindre 40 mètres. Sa chute est amortie grâce à un système de poches d’air sur son corps. Une fois dans l’eau, l’oiseau plonge à une profondeur de 3 à 5 mètres, mais peut poursuivre sa proie jusqu’à 30 mètres de fond.

## Reproduction
La femelle pond un à trois œufs selon les espèces. Les deux parents couvent les œufs. N'ayant pas de plaque incubatrice, les fous couvent leurs œufs avec les pattes.
Le Fou occupe le même nid pendant plusieurs années, et au mois de mai, la femelle et le mâle couvent pendant environ 44 jours. Les petits naissent tout noirs et aveugles. Ils sont nourris pendant au moins 90 jours et atteindront leur taille adulte à l’âge de 3 mois. Ils pourront se reproduire à partir de leur 4e année, et prendront alors leur plumage blanc. Ils vivent en moyenne une vingtaine d’années.

## Étymologie du nom
Le terme sulidé vient du norvégien sule signifiant "éclabousser", ce qui renvoie à l'habitude systématique qu'ont les fous de plonger à grande vitesse dans la mer pour pêcher, d'une hauteur allant jusqu'à 40 m.

## Systématique
Appartenant traditionnellement à l'ordre des Pelecaniformes, la classification de Sibley & Monroe les rangeait dans l'ordre élargi des Ciconiiformes.
Plusieurs études phylogéniques réalisées à partir de séquençages de gènes mitochondriaux et nucléaires ont montré que des familles placées traditionnellement dans l'ordre des Pelecaniformes formaient en réalité un groupe-frère de celui contenant les Pelecanidae et d'autres familles placées traditionnellement dans les Ciconiiformes (Van Tuinen et al. 2001, Ericson et al. 2006, Hackett et al. 2008). En conséquence, les Sulidae ont été déplacés dans un nouvel ordre, les Suliformes, à la suite du congrès 2010 de l'American Ornithologists' Union (AOU). Le Congrès ornithologique international a immédiatement répercuté cette modification taxinomique dans sa classification de référence à la version 2.6.

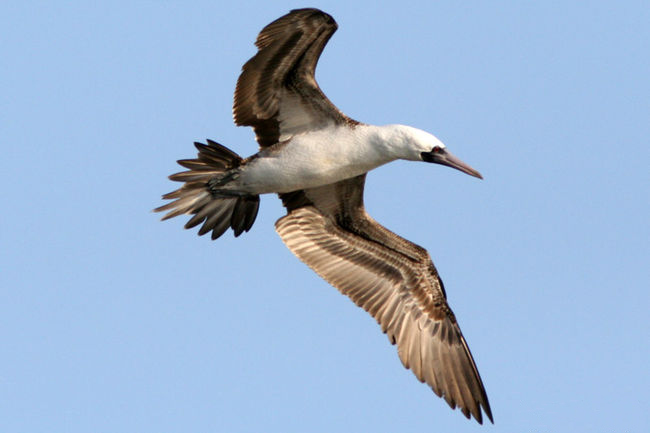
Fou varié au Pérou

### Liste desgenreset espèces
D'après la classification de référence (version 14.1, 2024) de l'Union internationale des ornithologues, il y a 10 espèces de Sulidae réparties en 3 genres.
Liste des genres et des espèces par ordre phylogénique :
- Papasula Olson et Warheit, 1988 (1 espèce) ;
  - Papasula abbotti (Ridgway, 1893) – Fou d'Abbott ;
- Morus Vieillot, 1816 (3 espèces) ;
  - Morus bassanus (Linnaeus, 1758) – Fou de Bassan ;
  - Morus capensis (Lichtenstein, MHC, 1823) – Fou du Cap ;
  - Morus serrator (Gray, GR, 1843) – Fou austral ;
- Sula Brisson, 1760 (6 espèces) ;
  - Sula sula (Linnaeus, 1766) – Fou à pieds rouges ;
  - Sula leucogaster (Boddaert, 1783) – Fou brun ;
  - Sula dactylatra Lesson, RP, 1831 – Fou masqué ;
  - Sula granti Rothschild, 1902 – Fou de Grant ;
  - Sula nebouxii Milne-Edwards, 1882 – Fou à pieds bleus ;
  - Sula variegata (Tschudi, 1843) – Fou varié.

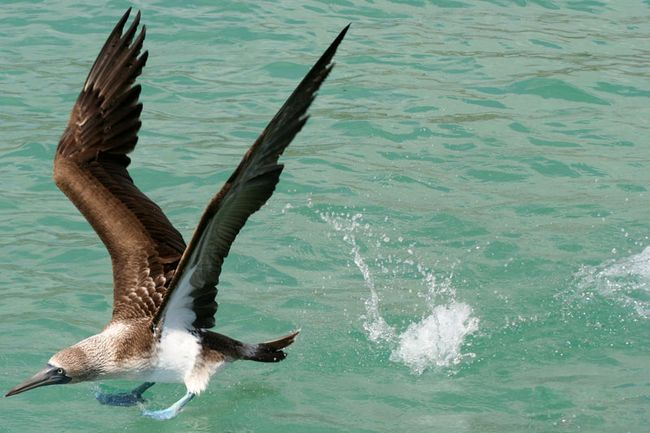
Fou à pieds bleus aux Galápagos